# آكل العسل منفوخ الظهر
آكل العسل منفوخ الظهر (الاسم العلمي: Meliphaga aruensis) (بالإنجليزية: Puff-backed Honeyeater)‏ هو نوع من الطيور يتبع جنس آكل العسل من فصيلة آكلات العسل.